# احتشاءات بروار
احتشاءات بروار أو احتشاءات بروور (بالإنجليزية: Brewer infarcts)‏ هيَ اكتشافات نسيجية وُجدت في اعتلال الكلية، حيثُ أنها قد تُشير إلى حدوث التهاب الحويضة والكلية. تمت تسميتها بهذا الاسم نسبةً إلى جورج إيمرسون بروار.